# Molduxi
Molduxi är ett berg i republiken Island. Det ligger i regionen Norðurland vestra, 200 km nordost om huvudstaden Reykjavík. Toppen på Molduxi är 706 meter över havet.
Trakten runt Molduxi är nära nog obefolkad, med mindre än två invånare per kvadratkilometer. Närmaste större samhälle är Sauðárkrókur, nära Molduxi. Trakten runt Molduxi består i huvudsak av gräsmarker.